# Friedrich von der Leyen (Germanist)

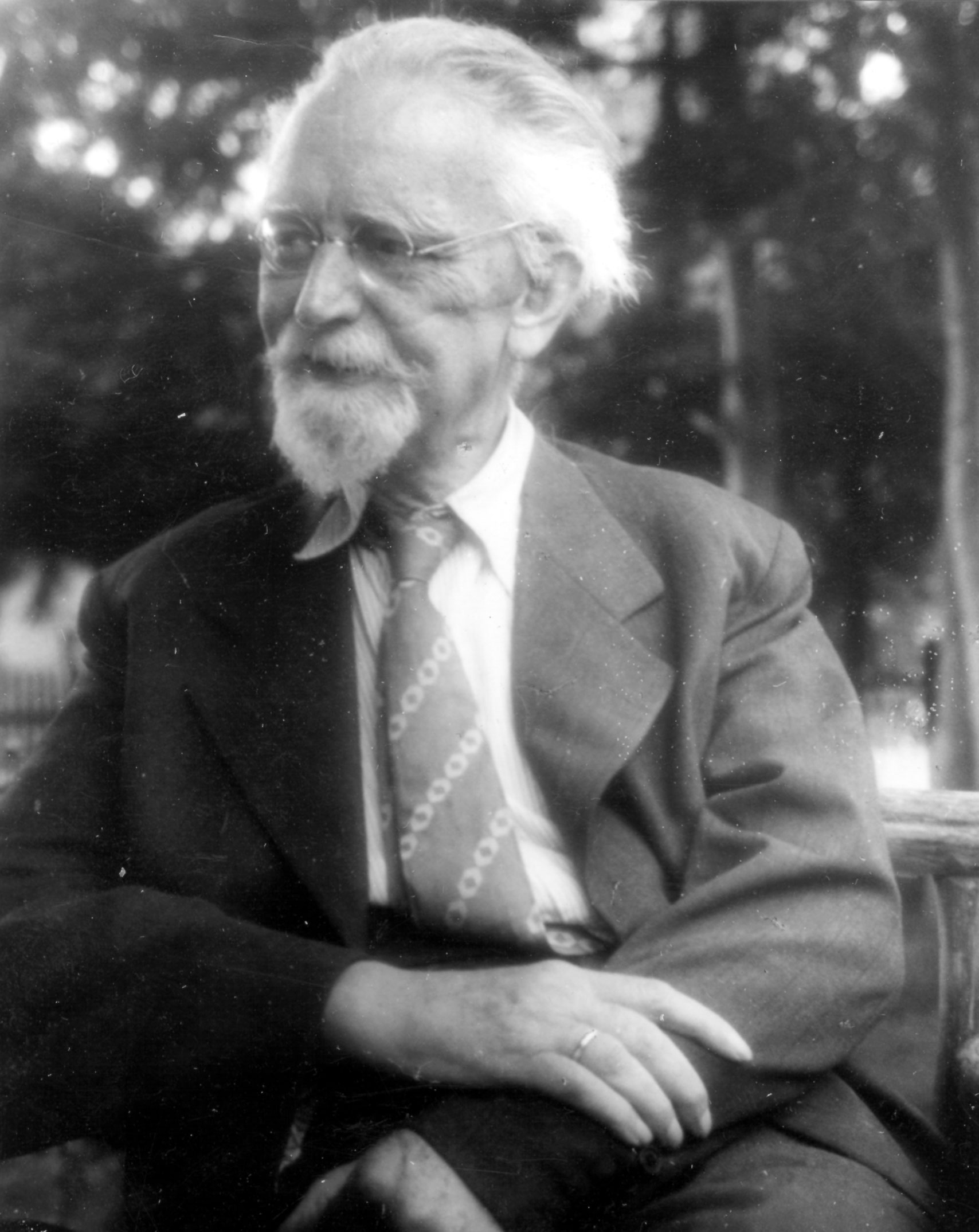
Friedrich von der Leyen, 1950

Friedrich Gustav von der Leyen (* 19. August 1873 in Bremen; † 6. Juni 1966 in Kirchseeon bei München) war ein deutscher germanistischer Mediävist und Volkskundler.

## Biografie
Von der Leyen, aus der Seidenweberfamilie von der Leyen, Sohn des Eisenbahnrechtlers Alfred Friedrich von der Leyen (1844–1934) und dessen Ehefrau Luise Isabella, geborene Kapp, einer Tochter des Deutschamerikaners Friedrich Kapp, besuchte von 1880 bis 1891 das Kaiserin-Augusta-Gymnasium in Berlin-Charlottenburg. Er hatte 
vier Geschwister, darunter den Generalleutnant der Wehrmacht Ludwig Friedrich von der Leyen (1885–1967).
Er studierte bis 1894 an der Philipps-Universität Marburg, der Universität Leipzig und an der Humboldt-Universität zu Berlin. 1891 wurde er Mitglied der Burschenschaft Alemannia Marburg. Nach seinem Studium wurde er 1894 bei Karl Weinhold mit einer Arbeit über die frühmittelhochdeutsche Rede vom Glauben des Armen Hartmann promoviert. Die Münchner Habilitationsschrift (1899) war dem Märchen in den Göttersagen der Edda gewidmet.
Von 1920 bis zu seiner Emeritierung 1937 hatte er einen Lehrstuhl für Deutsche Philologie an der Universität zu Köln inne. 1937 wurde er von den nationalsozialistischen Machthabern zum Senator der Deutschen Akademie der Dichtung, einer Sparte der gleichgeschalteten Preußischen Akademie der Künste, ernannt. Im Jahr darauf publizierte er eine Untersuchung über Die Götter der Germanen.
Nach dem Zweiten Weltkrieg war er von 1947 bis 1953 als Honorarprofessor in Köln und München tätig.
Seine wissenschaftliche Tätigkeit suchte immer auch die volkspädagogische Annäherung an die Gesellschaft. In seiner umfangreichen Sammler- und Herausgebertätigkeit vermittelte er „altdeutsche Dichtung“ auch an breitere Kreise. Die Märchenforschung und die Volkskunde nehmen eine zentrale Stellung in seinem Werk ein. Neben der eigentlich philologischen und volkskundlichen Arbeit bezog von der Leyen auch zur Kultur- und Bildungspolitik Stellung.
Gemeinsam mit Eugen Diederichs und Paul Zaunert war von der Leyen Begründer und Herausgeber der Buchreihe Die Märchen der Weltliteratur. Für Wilhelm Hertz: Parzival von Wolfram von Eschenbach. (Ausgaben 1904, 1930, 2002) verfasste er das Nachwort.
Seine Ehefrau war die Malerin Helene von der Leyen geb. Asher. Eine Schwester war die Wohlfahrtspflegerin Ruth von der Leyen, ein Onkel Wolfgang Kapp.

## Werke (Auswahl)
- Des armen Hartmann Rede vom Glouven. Eine deutsche Reimpredigt des 12. Jahrhunderts. Marcus: Breslau 1897 (= Dissertation Berlin).
- Kleine Beiträge zur deutschen Litteraturgeschichte im 11. und 12. Jahrhundert. Niemeyer: Halle/S. 1897.
- Das Märchen in den Göttersagen der Edda. Reimer: Berlin 1899.
- Deutsche Universität und deutsche Zukunft. Betrachtungen. Diederichs: Jena 1906.
- Einführung in das Gotische. Beck: München 1908.
- Das Märchen. Ein Versuch. Quelle & Meyer: Leipzig 1911 (4. Auflage 1958).
- Das Studium der deutschen Philologie. Reinhardt: München 1913.
- Deutsche Dichtung in neuerer Zeit. Diederichs: Jena 1922.
- Geschichte der deutschen Dichtung. Ein Überblick. Bruckmann: München 1926.
- Volkstum und Dichtung. Studien zum Ursprung und zum Leben der Dichtung. Diederichs: Jena 1933.
- Deutsche Dichtung und deutsches Wesen. Schaffstein: Köln 1934.
- Die Götter der Germanen. Beck: München 1938.
- Die deutsche Dichtung und die Weltliteratur. Verlag der Löwe: Köln 1950.
- Deutsche Philologie. Eine Einführung in ihr Studium. Klett: Stuttgart 1952.
- Das Heldenliederbuch Karls des Grossen. Bestand, Gehalt, Wirkung. Beck: München 1954.
- Leben und Freiheit der Hochschule. Erinnerungen. Reykers: Köln 1960.
- Das deutsche Märchen und die Brüder Grimm. Diederichs: Düsseldorf 1964.